# روبرتو آندو
روبرتو آندو (ایتالیایی: Roberto Andò؛ زادهٔ ۱۱ ژانویهٔ ۱۹۵۹) کارگردان فیلم و فیلم‌نامه‌نویس اهل ایتالیا است.
او کارش را با دستیاری کارگردانی چون فرانسیس فورد کوپولا، فدریکو فلینی، مایکل چیمینو و فرانچسکو رُزی آغاز کرد.
از فیلم‌هایی که وی در آن‌ها نقش داشته‌است، می‌توان به دست‌نویس شاهزاده اشاره نمود.